# ソーテック社
株式会社ソーテック社は、東京都千代田区飯田橋に本社をおく日本のビジネス書籍の出版社。
- 1974年7月に設立。
- 1978年7月出版「人事屋が書いた経理の本」は累計150刷を超える40年にわたるヒストリーセラー。
- 1997年4月「Illustrator7.0スーパーリファレンス」でコンピュータ・IT分野に参入。CC2019まで改訂継続中。
- 1997年12月「ファイルメーカーPro4.0 スーパーリファレンス for Macintosh」以来Ver.2019まで改訂継続中。
- 1998年10月「Fireworks Web画像作成パワーマニュアル」Dreamweaver本とともにヒット。
- 1998年11月「Shade Professional 3Dスーパーテクニック」が3D美少女ブームに火をつけ6万部のヒットとなる。
- 1999年8月「いますぐ使えるTURBOLINUX4ビギナーズガイド」
- 2000年10月「すぐにできる!ホームページ作成教室」
- 2001年12月「はじめて学ぶAutoCAD LT2002作図・操作ガイド」以来Ver.2021まで改訂継続中。
- 2002年12月「macromedia FLASH ActionScriptサンプル集」
- 2003年4月「Illustratorトレーニングブック―8/9/10対応」CC2018まで改訂継続中。
- 2004年1月「Fedora Coreで作る最強の自宅サーバー」
- 2006年5月「WordPressでつくる！最強のブログサイト」
- 2008年7月「iPhone 3G Perfect Manual」がiPhoneブームでヒット。
- 2008年3月「最新　小さな会社の総務・経理の仕事がわかる本」
- 2009年4月「SEO検索上位サイトの法則」
- 2009年11月「最新 知りたいことがパッとわかる 改正 労働基準法がすっきりわかる本」
- 2011年6月「Facebook Perfect Guide Book」
- 2014年12月「詳細！ Swift iPhoneアプリ開発 入門ノート Swift 1.1+Xcode 6.1+iOS 8.1対応」
- 2014年12月「世界一やさしい 株の教科書 1年生 」
- 2015年1月「世界一やさしい アフィリエイトの教科書 1年生」
- 2016年2月「iPhoneで撮影・編集・投稿 YouTube動画編集 養成講座」
- 2017年5月「詳細! Python 3 入門ノート」
- 2017年8月「クリスタ デジタルマンガ&イラスト道場 CLIP STUDIO PAINT PRO/EX対応」
- 2018年1月「男子図鑑 ボーイズアート イラストレーターファイル」
- 2018年2月「いちばんやさしい ディープラーニング 入門教室」
- 2018年3月「本気で稼げる アフィリエイトブログ 収益・集客が1.5倍UPするプロの技79」
- 2018年6月「知りたいことが全部わかる！不動産の教科書」
- 2019年2月「もっと魅せる・面白くする 魂に響く 漫画コマワリ教室」
- 2020年6月「世界一やさしい 米国株の教科書1年生」

## 会社概要
- 社名：株式会社ソーテック社
- 本社：東京都千代田区飯田橋4-9-5 スギタビル4Ｆ
- 設立：1974年7月
- 資本金：1000万円
- 代表取締役社長：柳澤淳一

## 発行物
書籍
- 『スーパーリファレンス』シリーズ
- 『Perfect Manual』シリーズ
- 『Perfect GuideBook』シリーズ
- 『入門ノート』シリーズ
- 『最新 知りたいことがパッとわかる』シリーズ
- 『教科書 1年生』シリーズ
- 『ILLUSTRATION 2013』